# Glycyphana allardi
Glycyphana allardi är en skalbaggsart som beskrevs av Franz Antoine 1992. Glycyphana allardi ingår i släktet Glycyphana och familjen Cetoniidae. Inga underarter finns listade i Catalogue of Life.